# Shema

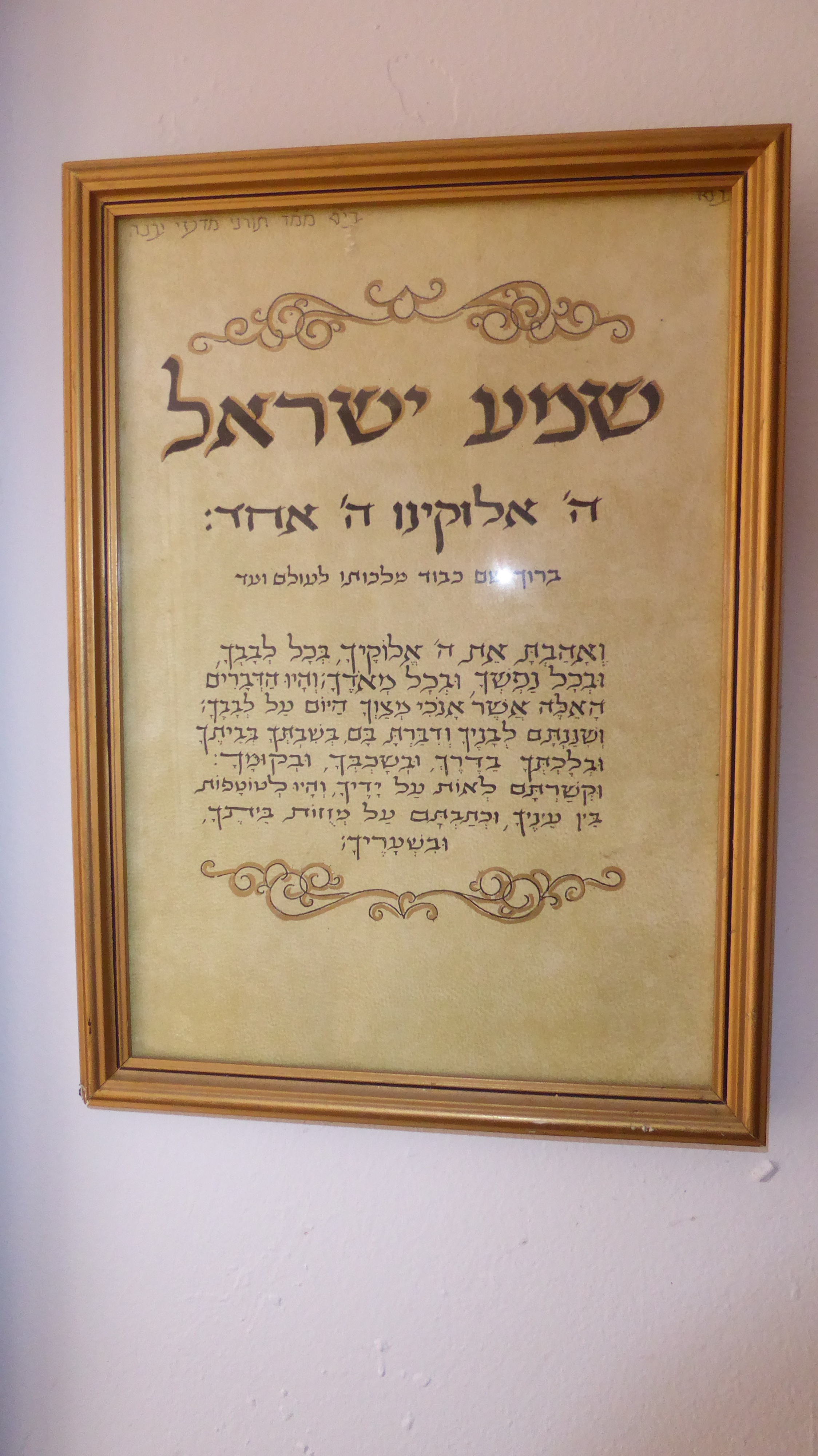
Shema

Shema Yisrael (eller Sh'ma Yisrael eller bara Shema, från hebreiska: שמע ישראל; "Hör, [o] Israel") är de första två orden i en passage i den judiska Torahn (Tanach, Gamla Testamentet, 5 Mos. 6:4-9, 11:13-21 och 4 Mos. 15:37-41) som används i alla judiska böner och gudstjänster och som framhäver judendomens monoteism. Den äldsta bevarade versionen återfinns bland Nash-papyrusen. Det är den judiska trosbekännelsen. Att recitera sheman två gånger dagligen är ett religiöst bud (mitzvah). Jesus, som var jude, demonstrerade passionerat tron på den ende Guden genom att recitera Shema Yisrael i Markusevangeliet 12:29.
De första orden lyder: "Hör, o Israel, JHVH är vår Gud. JHVH är en" (hebreiska:שמע ישראל יהוה אלהינו יהוה אחד, Shema Yisrael Adonaj (JHVH) Eloheinu Adonaj (JHVH) Echad).
Den judiska trosbekännelsen är så här:
"Hör, Israel! JHVH är vår Gud, JHVH är en. Du skall älska JHVH, din Gud, av hela ditt hjärta, med hela din själ och med all din kraft. Dessa ord som jag i dag ger dig ska du lägga på hjärtat. Du skall inpränta dem i dina barn och tala om dem när du sitter i ditt hus och när du är ute och går, när du lägger dig och när du stiger upp. Du skall binda dem som ett tecken kring din arm, och de skall vara ett kännemärke på din panna. Du skall skriva dem på dina dörrposter och i dina stadsportar." 
Tetragrammatonen יהוה är Israels Guds namn som judar ej uttalar eller skriver utan ersätts med adonaj = Herre eller med Hashem = namnet. Vokaliseringen av JHVH är försvunnen i historien, men försök att återkonstruera den har gjorts, dels med arameiska vokaler (resulterande i j-e-h-o-v-a-h) och den för närvarande akademiskt accepterade Jahve. 
Namnet יהוה förekommer över 6800 gånger i Torah, Judendomens heliga skrift, också känt som De fem Moseböckerna. 